# Henry Gunstone
Henry Gunstone (19 de julio de 1940 - 1 de junio de 2024) fue un jugador de fútbol australiano y cricketer. Jugó trece partidos para el entonces South Melbourne Football Club en la Liga de Fútbol de Victoria (VFL) y disputó once partidos en la competición de críquet Premier de Victoria para el Richmond Cricket Club. Fue apodado el "Bradman de la Bush" durante su larga carrera deportiva como jugador y administrador en la región de Ararat. Gunstone falleció el 1 de junio de 2024, a la edad de 83 años.